# Augustin Dubail
Augustin Yvon Edmond Dubail (15 de abril de 1851 - 7 de enero de 1934) fue un general francés del Ejército de Tierra Francés. Dirigió el Primer Ejército y el Grupo de Ejércitos del Este durante la Primera Guerra Mundial.

## Biografía
Augustin Dubail nació en Belfort. Se graduó de la escuela militar de Saint-Cyr en 1870 y se le encargó un oficial en la infantería. Durante la Guerra franco-prusiana, Dubail luchó en Saarbrücken, Spicheren y Borny antes de ser capturado en Metz. Después de la guerra, Dubail se desempeñó como profesor en Saint-Cyr, como oficial en la frontera y en Argelia, donde en 1901 se convirtió en coronel de la tercera Zouaves.
En 1904 y 905, Dubail se desempeñó dos veces como jefe de personal del Ministro de Guerra francés Maurice Berteaux[cita requerida]. Promovido a general de brigada, Dubail comandó la 53.ª Brigada de Infantería, la 5.ª Brigada de Infantería y la 14.ª Brigada de Infantería y fue comandante de Saint-Cyr (1906–1908) antes de ser nombrado miembro del comité técnico de infantería.
Durante la Crisis de Agadir en 1911, Dubail fue Jefe de Estado Mayor del Ejército,[cita requerida] reportando al nuevo Ministro de Guerra, Adolphe Messimy. Messimy y Dubail intentaron que el ejército adoptara cañones pesados de 105 mm, pero los generales franceses los vieron como un obstáculo en la ofensiva (prefirieron usar el arma más liviana y móvil "Soixante-Quinze") y se usaron mejor como arma defensiva como ametralladoras, por lo que solo unos pocos estaban en uso en 1914[cita requerida]. El general Víctor Michel, vicepresidente del Consejo Supremo de Guerra y comandante en jefe designado, más tarde afirmó que Dubail había estado de acuerdo en privado con sus planes de desplegar reservistas en la línea del frente y adoptar un plan de guerra más defensivo; sin embargo, Michel tuvo que renunciar cuando ningún general superior lo respaldó[cita requerida]. El puesto de Dubail fue abolido en las reformas de Messimy[cita requerida].
En 1912, Dubail recibió el mando del IX Cuerpo[cita requerida] y en 1914 se convirtió en miembro del Consejo Supremo de Guerra.
Cuando estalló la guerra, Dubail recibió el mando del Primer Ejército, que iniciaría la invasión de Alemania al llevar a Lorraine junto con el Segundo Ejército de Castelnau. Los ejércitos se encontraron con una fuerte resistencia alemana y fueron rechazados de Lorena con grandes bajas. Pudieron reformar y defender la frontera francesa contra un ataque alemán.
En 1915 fue ascendido a comandante del Grupo de Ejércitos Este en el Frente Occidental, alrededor de Belfort y Verdún. Se convenció de que una gran ofensiva alemana vendría contra Verdún. Pidió refuerzos, artillería pesada y los nuevos tanques Allie para el sector de Verdún, pero el comandante en jefe francés, Joseph Joffre, no estaba convencido de que un ataque fuera inminente.
Cuando comenzó la ofensiva alemana en Verdún, Joffre en parte culpó a Dubail, quien fue despedido en marzo de 1916, humillado públicamente[cita requerida]. Afirmó haber sido elegido como chivo expiatorio por la falta de previsión de Joffre, aunque él mismo había minimizado la posibilidad de un ataque alemán en Verdun. [cita requerida] Dubail fue contratado nuevamente en abril de 1916, convirtiéndose en gobernador militar de París, una posición se mantuvo hasta junio de 1918, cuando fue reemplazado por el General Guillaumat.